# 잉글랜드는 모든 이가 자신의 의무를 다할 것을 바란다

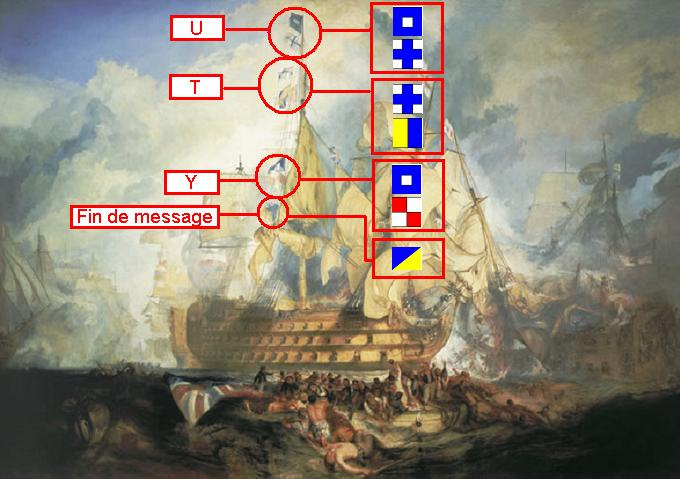
조지프 말로드 윌리엄 터너의 그림 1805년 10월 21일 트라팔가르 해전.

"잉글랜드는 모든 이가 자신의 의무를 다할 것을 바란다"(영어: England expects that every man will do his duty)는 1805년 10월 21일 트라팔가르 해전 때, 영국의 허레이쇼 넬슨 제독이 내건 신호 문장이다. 영국 국민에게 영향을 준 말로서 현대에서도 자주 사용된다.